# Paul-Marie Pons
Pour les articles homonymes, voir Pons.
Paul-Marie Pons, né le 27 juin 1904 à Longwy (Meurthe-et-Moselle) et mort le 24 octobre 1966 à Paris, est un ingénieur du génie maritime français. Pendant l'occupation allemande, il regroupe les fabrications de gazogènes pour véhicules.
Après la Seconde Guerre mondiale, nommé directeur adjoint de la Direction des Industries Mécaniques et Électriques (DIME) du ministère de la Production Industrielle dirigé alors par Robert Lacoste, il lance le « Plan Pons ».

## Le «Plan Pons»
L'idée directrice du plan Pons, qui sera intégré au Plan de modernisation et d'équipement de Jean Monnet, est de rationaliser l'industrie automobile française, celle-ci étant composée de vingt-deux constructeurs de véhicules particuliers et de vingt-huit constructeurs de camions. Le plan est appliqué de manière autoritaire, les tâches étant définies arbitrairement autour des  constructeurs Berliet, Citroën, Ford S.A.F., Panhard, Peugeot, Renault et Simca. 
Suffisamment puissants à l'époque, Citroën et Renault restent autonomes, mais Peugeot doit construire des camions avec Hotchkiss, Latil et Saurer, Berliet étant associé à Isobloc et Rochet-Schneider. Leur sont adjoints deux groupements de huit petits constructeurs au total, l'U.F.A (Union Française Automobile) et la Générale Française Automobile (G.F.A.), dirigées respectivement par Panhard et Simca et destinées à produire deux modèles seulement.
Le marché de l'automobile particulière est alors théoriquement scindé en trois parties principales, Citroën, avec la Traction Avant, doit occuper le haut de gamme, Renault et Peugeot le milieu, Panhard et Simca le bas de gamme, avec l'industrialisation de l'A.F.G. (Aluminium Français-Grégoire) en deux et quatre portes. En pratique, Renault impose sa 4 CV laissant Peugeot sur le créneau moyen et Simca échappe à l'autorité de l'État, laissant Panhard se débrouiller seul. 
Répartition des véhicules par catégorie entre les différents constructeurs autorisés jusqu'au départ de Paul-Marie Pons en novembre 1946 :
- automobiles :
  - 4 CV : Panhard Dyna X, Renault 4 CV ;
  - 6 à 8 CV : Peugeot 203, Simca 8 ;
  - 10 à 12 CV : Citroën Traction Avant 11 CV ;
  - plus de 12 CV : Citroën Traction Avant 15 CV ;
  - destinées en priorité à l'exportation : Delahaye-Delage, Hotchkiss, Talbot ;
- camionnettes :
  - 3 catégories ;
- camions :
  - 4 catégories ;
- autocars ;
- trolleybus ;
- véhicules spéciaux.

Ce plan aura pour incidence d'ignorer totalement les constructeurs de voitures haut gamme et de luxe, en les privant de moyens, fournitures d'acier, de pièces, importations de moteurs. Il signa la fin de toutes les "grandes marques" françaises de prestige (Talbot, Delage et Delahaye, qui avaient fait la réputation de l'industrie automobile dans le très haut de gamme) et des marques sportives comme Salmson. L’absence de l'industrie automobile française dans le très haut  de gamme automobile (prémium) ou sportif est toujours patent en 2016.